# Brettin
Brettin er en kommune i landkreis Jerichower Land i den tyske delstat Sachsen-Anhalt. Den hører til Verwaltungsgemeinschaft Elbe-Stremme-Fiener der har administration i byen Genthin.
Brettin ligger cirka 3 km øst for Genthin ved Plauer Kanal. I kommunen ligger landsbyen Annenhof.
Stedet nævnes første gang 1365 .
I et kort tidsrum fra 1950 til 1956 var kommunen en del af Genthin.